# Club Voleibol Almoradí
El Club Voleibol Almoradí es un equipo de voleibol de la ciudad de Almoradí situado en la provincia de Alicante, en la Comunidad Valenciana. Fue fundado en 1967 y actualmente cuenta con un equipo en Superliga Masculina.

## Historia

### Primeros años y consolidación en la élite (1967-2007)
El equipo fue fundado en el año 1967 en la ciudad de Almoradí. El club compitió durante los años 70 y 80 en ligas regionales y autonómicas, hasta llegar finalmente a categorías de ámbito nacional y establecerse en la extinguida Liga FEV, donde se consolidó a finales de los noventa y destacó notablemente a principios de los 2000. 

### Experiencia en Superliga y años en Superliga-2 (2007-2014)
En la temporada 2006-2007, con Venancio Costa como entrenador, el equipo consiguió ascender a la Superliga tras una heroica victoria contra el FC Barcelona en la liguilla de ascenso.
La primera participación en Superliga Masculina en la temporada 2007-2008 se saldó con el descenso a pesar de realizar una destacada actuación. Para la siguiente campaña, el club realizó un cambio en la parcela deportiva apostando por Pedro Miralles en lugar de Venancio Costa en la dirección técnica. El equipo se rehízo y realizó varias actuaciones meritorias en Superliga-2, destacando la de la temporada 2012-2013 en la que se proclamó campeón de la Copa Príncipe y campeón de liga, consiguiendo el ascenso a la máxima categoría.

### Un bache en Primera Nacional y estabilidad en Superliga-2 (2014-2019)
Sin embargo, la falta de patrocinadores y apoyos económicos provocaron no sólo la renuncia a la plaza en Superliga para la temporada 2013-2014, sino el descenso desde la división de plata hasta la tercera división del voleibol español, la Primera División Nacional. El hasta entonces entrenador Pedro Miralles tiene que dejar el equipo por motivos profesionales y se hace cargo Eduardo Berenguer durante un par de temporadas. Tras tres años de travesía por esta categoría, y con Miralles de vuelta en la dirección técnica, en la temporada 2015-2016 el voleibol de Almoradí celebró el regreso del equipo a Superliga-2 tras conseguir el ascenso en una agónica fase final disputada en Valladolid.
Las siguientes fueron temporadas de transición y estabilización tanto económica como deportiva del club, cosechando muy buenas actuaciones en la segunda categoría del vóley español, hasta que en la temporada 2018-2019 se consigue acceder a la fase de ascenso. Fue en mayo de 2019 cuando el club alcanzó su regreso soñado a la categoría reina, la Superliga. El club almoradidense lo consiguió tras una épica competición, durante dos días en Dumbría, en la que el equipo disputó tres partidos en menos de 24 horas, a un total de cinco sets por partido, de los cuales ganó dos (victorias contra CV Mediterráneo y Volei Dumbría y derrota ante Emevé Lugo). Los resultados fueron suficientes para certificar el ascenso a la división de honor por tercera vez en doce años. El equipo recibió un homenaje por su gesta en el Ayuntamiento de Almoradí a principios del mes de mayo.

### Ascenso a Superliga (2019-Actualidad)
Tras varias semanas de búsqueda de patrocinios, a principios de junio, el club confirmó que estaba en disposición de inscribirse en la categoría, y confirmaba su presencia en Superliga doce años después de su primera aventura. El encargado de dirigir al primer equipo iba a ser Pedro Miralles, entrenador que ha dirigido los destinos del equipo desde la marcha de Venancio Costa.
Tras una temporada compitiendo con los clubes de la zona baja de la tabla, el club estaba cerca de conseguir el objetivo de la salvación, cuando, a falta de dos jornadas se suspendió la competición debido al COVID-19. El club estuvo en un limbo a la espera de la decisión final de la Real Federación Española de Voleibol. Finalmente, la federación amplió el cupo de equipos para la siguiente temporada haciendo que el Club Voleibol Almoradí pudiera mantener la categoría y participar por segundo año consecutivo en la máxima competición nacional.
En la pretemporada de la temporada 2020-2021, el equipo empezó con un buen trabajo consiguiendo proclamarse campeón de la Copa Comunidad Valenciana ante el Club Voleibol Xàtiva. Aunque su rival le puso las cosas muy difíciles, y tras tres años consecutivos alcanzando la final, Almoradí ganó el título por un marcador de 3-1. Este triunfo les sirvió para empezar con confianza la competición oficial de la Superliga Masculina.

## Entrenadores
| País   | Entrenador                         | Temporadas  |
| ------ | ---------------------------------- | ----------- |
| España | Venancio Costa Monge               | 1999 - 2001 |
| España | José Antonio Navarro Terres "Fari" | 2001 - 2006 |
| España | Venancio Costa Monge               | 2006 - 2008 |
| España | Pedro Miralles Nyrelius            | 2008 - 2013 |
| España | Eduardo Berenguer Herrero          | 2013 - 2015 |
| España | Pedro Miralles Nyrelius            | 2015 - Act. |

## Composición del equipo

### Plantilla 2019/2020
| # | Nombre                                   | F. Nacimiento            | Estatura | Origen               | Co | Re | Ce | Op | Li |
| --- | ---------------------------------------- | ------------------------ | -------- | -------------------- | -- | -- | -- | -- | -- |
| 1 | Antonio Angel Castaño Barberá            | 18 de mayo de 1992       | 1,88 m   | España               |    |    |    |    | x  |
| 2 | Javier Monfort Miñana (baja el 29/10/19) | 30 de julio de 1990      | 1,92 m   | España               |    | x  |    |    |    |
| 3 | Jorge Mompeán Cabezas                    | 17 de julio de 1997      | 1,83 m   | España               |    | x  |    | x  |    |
| 4 | Jaime Roca Penalva                       | 15 de noviembre de 1994  | 1,87 m   | España               |    |    |    |    | x  |
| 5 | Pedro Luis García Toribio                | 27 de noviembre de 1990  | 1,94 m   | República Dominicana |    | x  |    | x  |    |
| 6 | Ángel Ruíz Ruíz                          | 27 de mayo de 1999       | 1,93 m   | España               | x  |    |    |    |    |
| 7 | Pablo Lorenzo Martínez                   | 19 de julio de 1994      | 1,88 m   | España               |    | x  |    | x  |    |
| 8 | Eder Poletto                             | 24 de septiembre de 1986 | 1,91 m   | Venezuela            |    | x  |    | x  |    |
| 9 | Francisco Ferrández Roca                 | 12 de agosto de 1984     | 1,87 m   | España               | x  |    |    |    |    |
| 10 | José Vicente Cabrera Martínez            | 30 de mayo de 1992       | 1,92 m   | España               |    |    | x  |    |    |
| 11 | Fernando Herrera Moya                    | 22 de mayo de 1993       | 1,90 m   | España               |    |    | x  | x  |    |
| 12 | Mario Soto Pérez                         | 12 de diciembre de 1999  | 1,88 m   | España               |    | x  |    |    |    |
| 14 | Pedro Miralles Nyrelius                  | 18 de octubre de 1978    | 1,91 m   | España               | x  | x  |    |    |    |
| 16 | Juan Serna Sánchez                       | 8 de noviembre de 1997   | 1,94 m   | España               |    |    | x  |    |    |
| 17 | Zdravko Kamenov Jivkov                   | 16 de agosto de 1989     | 1,89 m   | Bulgaria             | x  |    |    |    |    |
| 20 | Andrés López Martínez                    | 24 de noviembre de 1990  | 1,88 m   | España               |    |    | x  |    |    |
| Entrenador: Pedro Miralles Nyrelius Segundo entrenador: Andrés Hurtado Martínez Asistente: Miguel Ángel Saura Castaño Delegada: Milagros Diego Martínez Preparador Físico: Carlos Pérez Caballero |                                          |                          |          |                      |    |    |    |    |    |

## Palmarés
Nota: en negrita competiciones vigentes en la actualidad.
| Competición nacional        | Títulos     | Subcampeonatos |
| --------------------------- | ----------- | -------------- |
| Superliga Masculina 2 (1/1) | 2012-13     | 2018-19.       |
| Copa Príncipe (2/1)         | 2009 y 2013 | 2010           |

| Competición autonómica          | Títulos | Subcampeonatos     |
| ------------------------------- | ------- | ------------------ |
| Copa Comunidad Valenciana (1/3) | 2020.   | 2018, 2019 y 2021. |